# Аjo
Џој Оласунмибо Огунмакин (Келн; 14. септембар 1980), познатија као Ајо, немачка је певачица, кантауторка и глумица. Уметничко име „Ајо“ (што на јоруба језику значи „радост“) представља превод њеног имена, Џој.
Њен деби албум Joyful, објављен 2006. године, стекао је двоструки платинум у Француској, платинум у Немачкој и Пољској, као и златни тираж у Швајцарској, Италији и Грчкој. У Сједињеним Америчким Државама, албум је издао Interscope Records 20. новембра 2007. године.

## Биографија
Ајо је рођена 1980. године у Фрехену, у близини Келна, у тадашњој Западној Немачкој, као четврто дете нигеријског оца и мајке Немице ромског (Синти) порекла. Има једну сестру и два брата. Када је имала око шест година, њена мајка је постала зависна од хероина и провела неко време у затвору. Након развода родитеља, она и двоје њене браће и сестара повремено су били смештани у хранитељске породице и установе за заштиту деце. Четири године провела је у дечјем дому у Швалмтал-Валдниелу, где је научила да свира виолину и клавир, и 1992. године постала је чланица музичког састава тог дома под називом La Taste. Када је напунила четрнаест година, власти су је сматрале довољно зрелом да се врати да живи код оца.
Са немачким реге певачем Патрисом има сина по имену Најл (рођен крајем 2005. године) и ћерку по имену Били-Ив (рођена у јулу 2010. године). Од Патриса је разведена. Крајем 2007. године преселила се са породицом у њујоршко насеље Гринич Вилиџ. Тренутно живи на Тахитију, у Француској Полинезији, са својом децом.
Тадашњи председник француског огранка Уницефа, Жак Анци, 4. фебруара 2009. године објавио је да је Ајо именована за заштитно лице Уницефа, са циљем промовисања права на образовање за сву децу у свету.
Француска продукцијска кућа MK2 2009. године снимила је документарни филм о певачици и њеном животу, под насловом Ayo Joy. Филм, у трајању од 90 минута, режирао је Рафаел Дироа.

## Музичка каријера
Са шест година, Ајо је кратко време свирала виолину, затим се окренула клавиру, а касније је сама научила да свира гитару. Док је боравила у дечјем дому у Валдниелу, била је чланица бенда La Taste и са осамнаест других младих чланова у лето 1992. године снимила је ЦД Kido Musik у студију Man Made Noise. У том периоду се први пут појавила у музичком споту у мају 1993. године, у извођењу песме La Maladie d'Amour, и наступила је на јавном концерту.
Са отприлике петнаест година написала је своју прву песму, инспирисану мајком, као начин да се избори са траумама из детињства. Њен музички укус обликовао је богат избор винил плоча њеног оца, међу којима су били Пинк Флојд, Фела Кути, Дони Хатавеј, Џими Клиф и Боб Марли. Њен отац, који је поред студија инжењерства радио као ди-џеј, препознао је њен певачки таленат, снимио с њом прву демо траку у студију и дозволио јој да напусти школу са осамнаест година како би се посветила музици.
Са двадесет једном годином преселила се у Лондон, а касније је живела у Паризу и Њујорку. Током боравка у Паризу, њен музички таленат постаје шири познат, наступа као солисткиња, а 2002. године отварала је концерте соул певача Омара и Кодија Чесната. Те исте године потписала је уговор са издавачком кућом Polydor Records.
Непосредно након рођења сина Најла, Ајо је у јануару 2006. године снимила свој први албум Joyful у студију компаније Sony у Њујорку. Цео албум снимљен је у року од само пет дана, уживо, са групом музичара коју је окупио њен продуцент Џеј Њуланд. Албум је објављен у јуну 2006. у Европи и Јужној Кореји, а у Сједињеним Америчким Државама и Јапану у новембру 2007. године.
Крајем 2007. Ајо је започела концертну турнеју по Немачкој и Сједињеним Државама. Током америчке турнеје наступала је са Кенетом „Бејбифејсом“ Едмондсом. Дана 10. јануара 2008. године појавила се у емисији Late Show with David Letterman, а 26. јануара исте године и у The Late Late Show with Craig Ferguson, где је извела своју песму Down on My Knees. У јуну 2008. започела је своју другу турнеју по Сједињеним Државама и Канади.
Дана 10. марта 2008. године, Ајо је започела снимање свог другог албума Gravity at Last у студију Compass Point у Насау, на острву Њу Провиденс, Бахами. Албум је копродуцирала са Џејем Њуландом. Њену пратећу групу чинили су Кит Кристоферсон (бас-гитара), Лари Кембел (гитаре и други жичани инструменти), Лаки Питерсон (клавијатуре), Шерод Барнс (гитара/пратиоци вокали) и Џермејн Париш (бубњеви). Албум, који садржи 13 песама које је певачица сама написала и компоновала, снимљен је за свега пет дана и објављен крајем септембра 2008. године у издању Universal Music France. У октобру исте године, албум је доспео на прво место француске листе албума. Промотивна турнеја поводом изласка албума започета је 21. новембра 2008. године у Берлину, и обухватила је око 30 концерата у пет европских земаља.
Током 2008. године, Ајо је добила награду EBBA за свој албум Joyful. Ову награду сваке године додељује Европска унија десет извођача који су својим првим међународним албумом постигли значајан успех ван своје матичне земље.
Трећи студијски албум, Billie-Eve, назван по њеној ћерки, снимљен је у Њујорку уз сарадњу са познатим музичарима као што су Крејг Рос (гитариста Ленија Кравица), репер Сол Вилијамс, француски музичар Матије Шеди и Гејл Ен Дорси, басисткиња Дејвида Боуија. Албум је прво објављен 7. марта 2011. у Француској, а промотивна турнеја по Француској и Пољској започела је 21. марта 2011. године. Исте године, Ајо је у Сједињеним Државама потписала уговор са дискографском кућом MBM Records, а Billie-Eve је објављен у САД 20. марта 2012. године. Крајем 2011. године, у оквиру групације Universal, прешла је са издавачке куће Polydor на етикете Mercury France и Motown.
Године 2013, Ајо је започела снимање свог четвртог албума Ticket to the World, који је објављен 7. октобра 2013. године. Продуцент албума био је Џеј Њуланд, који је сарађивао с њом и на прва два албума. Први сингл с албума, Fire, објављен је 10. јуна 2013, а у августу исте године објављена је и друга верзија песме у сарадњи са француским репером Јусуфом. Након објављивања албума, Ајо је од краја октобра 2013. кренула на вишемесечну турнеју по Европи. Већина концерата одржана је у Француској, али је наступала и у Луксембургу, Швајцарској, Белгији, Пољској, Немачкој, Уједињеном Краљевству и другим земљама.
Исте године, на позив ТВ канала Arte, обрадила је класику Sunny Бобија Хеба као звучну подлогу за њихов летњи програм Summer of Soul. Од 14. јула до 18. августа 2013. године, Ајо је сваке недеље увече представљала овај програм на француској телевизији, а звучни запис објављен је 14. јула 2013. у Француској као специјално издање на три ЦД-а у сарадњи са Fnac-ом.
На свечаности одржаној 10. марта 2014. године у познатом париском кабареу Le Lido, Ајо је добила награду Globes de Cristal у категорији „Најбоља певачица“. Ово признање додељује Француска асоцијација новинара за достигнућа у уметности и култури, а међу номинованима биле су и Карла Бруни, ХолиСиз, Ванеса Паради и Заз.
Године 2014. у Паризу је организовала „флеш моб“ у ресторану Rotonde de la Villette са аматерским хором, где су заједно извели њену песму Who. Филм о овој акцији под називом Mission Incognito: Ayo, у режији Лоренца Финдајзена, приказан је на француско-немачкој телевизији Arte у августу 2014. године. У оквиру исте серије приказане су и епизоде о уметницима попут Роланда Виљазона, Џима Авињона и Улриха Матеса.
За допринос промоцији француске музике у иностранству, Ајо је 24. октобра 2014. добила Велику награду за репертоар SACEM-а ван Француске, на церемонији у Олимпији у Паризу.
Дана 21. јуна 2015. објавила је на Јутјубу самостално снимљени музички видео за песму Boom Boom (која је 22. јуна преименована у Send This Message To All Your Friends), коју је написала 10 месеци раније и до тада изводила само уживо. Видео је био њен одговор на текуће расно насиље у САД. Објавила га је преко својих званичних налога на Инстаграму, Фејсбуку и Твитеру.
У јулу 2015. године, Ајо је у интервјуу изјавила да је након десетогодишње сарадње напустила издавачку кућу Universal, јер се осећала као објекат у музичкој индустрији и желела је већу уметничку слободу.
Године 2017. објавила је два сингла са свог петог албума, који је најављен за октобар исте године. Први сингл, I'm a Fool, појавио се у јуну, а други, Paname (популаран надимак за Париз и његову околину), у септембру. Пети албум Ayọ објављен је 6. октобра 2017. године.
Песма Beautiful, као сингл њеног шестог албума, објављена је 15. октобра 2019. у издању куће Wagram Music / 3ème Bureau, док је други сингл Rest Assured изашао почетком јануара 2020. Албум Royal објављен је 31. јануара 2020. године.

## Глумачка каријера
У априлу 2014. године, Ајо је прекинула своју концертну турнеју на неколико недеља како би играла главну улогу у филму Murder in Pacot (Meurtre à Pacot) награђиваног хаитијанског редитеља Раула Пека. Снимање филма одвијало се у Порт о Пренсу, Хаити, током априла и маја 2014. године. Ово је био њен деби у дугометражном филму као глумице. Радња филма прати живот богате породице у Хаитију након разорног земљотреса 2010. године. Поред Ајо, у филму играју француски глумци Алекс Деска и Тибо Винсон, као и хаитијанска песникиња и глумица почетница Кермонд Лавли Фифи. Сценарио су заједнички написали хаитијански књижевник Лионел Трујо и сценариста Паскал Бонитер.
Светска премијера филма одржана је 5. септембра 2014. на Међународном филмском фестивалу у Торонту, док је европска премијера била 7. фебруара 2015. у оквиру Панорама секције 65. Берлинског филмског фестивала. Ајо, остали главни глумци, продуцент Реми Греле и редитељ Раул Пек присуствовали су другој пројекцији филма 10. фебруара у биоскопу Zoo Palast, након фотосешна и конференције за медије у хотелу Grand Hyatt.
Ајо је такође део глумачке екипе немачке научнофантастичне драме VOLT, коју је написао и режирао Тарек Елаил, а која је снимана у околини Келна и планирана за излазак 2016. године. Ова немачко-француска копродукција је дело продукцијских кућа augenschein-Filmproduktion и Les Films D’Antoine. Ајо тумачи лик Лабланш, уз глумце Беноа Фирмана, Дениса Мошита и Стипеа Ерцега.
За улогу у филму VOLT, Ајо је номинована у категорији „Нова глумачка нада немачког филма“ на Филмском фестивалу у Минхену 2016. године. Светска премијера филма одржана је 24. јуна 2016. у Минхену.

## Дискографија

### Албуми
- Joyful (2006)
- Gravity at Last (2008)
- Billie-Eve (2011)
- Ticket to the World (2013)
- Ayọ (2017)
- Royal (2020)
- Mami Wata (2024)

### Синглови
- Life Is Real (2006)
- Down on My Knees (2006)
- And It's Supposed to Be Love (2007) (2008 у Сједињеним Државама)
- Help is Coming (2007)
- Slow Slow (Run Run) (2008)
- On aime, on aide (2009)
- Lonely (2009)
- I'm Gonna Dance (2011)
- I Want You Back (2011)
- Fire (2013)
- Fire са Јусуфом (2013)
- Who (2014)
- I'm a Fool (2017)
- Paname (2017)
- Beautiful (2019)
- Rest assured (2020)
- I'll Be Right Here са Кезијом Џоунсом (2021)

### ДВД-јеви
- AYO Live in Monte Carlo (2007)[40]
- Ayọ Live at the Olympia (2007)

### Мини-албуми
- Where Will I Be (грамофонска плоча, 2004)

## Филмографија
- Ayo Joy (документарац из 2009)
- Murder in Pacot (2015)
- Volt (2016)[39]
- Summer of Soul (2013, French Arte TV)
- Mission Incognito: Ayo (2014, ARTE)

## Награде
- European Border Breakers Awards (EBBA), 2008 – за албум Joyful, као једна од десет нових уметница које су оствариле успех изван граница своје земље са првим међународно издатим албумом.[41]
- Globes de Cristal Award, 2014 – у категорији Најбоља певачица, признање које додељују чланови Француског удружења новинара за изузетна достигнућа у области уметности и културе.[42]
- Велика награда за извођаче у иностранству, SACEM, 2014 – додељена 24. октобра 2014. у Олимпији у Паризу, у знак признања за успех француског музичког репертоара ван Француске.